# Manuel Artazo Torredemer
Manuel Artazo y Torredemer (17?? - 1815), fue un militar y político  español. Fallecido en Mérida, Capitanía General de Yucatán. Gobernador de Yucatán de 1812 - 1815, en la fecha de su muerte.

## Datos históricos
Nace en Alburqueque, Badajoz el 1751 o 54. Ya era militar en 1767. Hijo de Manuel de Artazo y Santoyo (*1723 Madrid, España), capitán de Fusileros del Regimiento de Saboya, graduado de tenient coronel, y de Rita Torre de Mer y Barral (*16-10-1732 parroquia de S. Jorge, La Coruña, España); La madre procedía de la familia de Ciutadans Honrats (título de nobleza de Cataluña) del pueblo del Pla de Santa Mª., provincia de Tarragona, España.
Era brigadier de los reales ejércitos españoles cuando fue designado por la regencia de Cádiz para que gobernara y fuera capitán general de Yucatán allende el Atlántico, el año de 1812, en sustitución de Miguel de Castro y Araoz quien ejercía el cargo provisionalmente. Durante su gestión en la provincia de la Nueva España se juramentó la constitución gaditana de 1812 y poco después se decretó su abolición por Fernando VII. Era hombre, por formación y convicción, de orientación absolutista que tuvo que vivir grandes mortificaciones en el ejercicio de su cargo.
Le tocó vivir el proceso de fermentación social y política en la provincia de Yucatán que llevaría, pocos años después, a la independencia de México y de la propia provincia: las disputas entre rutineros y sanjuanistas; el establecimiento en Yucatán de la primera imprenta que fue instrumental importante para nutrir de ideas al proceso independentista. Todo ello, la dificultad de la época que le tocó vivir como gobernante en un territorio convulso, contribuyó indubitablemente a la muerte súbita que sufrió el militar español en el curso de su mandato, el año de 1815.